# Onthophilus cynomysi
Onthophilus cynomysi är en skalbaggsart som beskrevs av Helava 1978. Onthophilus cynomysi ingår i släktet Onthophilus och familjen stumpbaggar. Inga underarter finns listade i Catalogue of Life.